# Fosfoserin transaminaza
Fosfoserin transaminaza (EC 2.6.1.52, PSAT, fosfoserinska aminotransferaza, 3-fosfoserinska aminotransferaza, hidroksipiruvinski fosfat-glutaminska transaminaza, L-fosfoserinska aminotransferaza, fosfohidroksipiruvatna transaminaza, fosfohidroksipiruvinska-glutamatna transaminaza, 3-O-fosfo-L-serin:2-oksoglutaratna aminotransferaza, SerC, PdxC, 3PHP transaminaza) je enzim sa sistematskim imenom O-fosfo--serin:2-oksoglutarat aminotransferaza. Ovaj enzim katalizuje sledeću hemijsku reakciju
(1) O-fosfo-L-serin + 2-oksoglutarat {\displaystyle \rightleftharpoons } 3-fosfonooksipiruvat + L-glutamat
(2) 4-fosfonooksi-L-treonin + 2-oksoglutarat {\displaystyle \rightleftharpoons } (3R)-3-hidroksi-2-okso-4-fosfonooksibutanoat + L-glutamat
Ovaj enzim je piridoksal-fosfatni protein. Ovaj enzim katalizuje drugi korak serinske biosinteze kod Escherichia coli.

## Literatura
- Nicholas C. Price; Lewis Stevens (1999). Fundamentals of Enzymology: The Cell and Molecular Biology of Catalytic Proteins (Third изд.). USA: Oxford University Press. ISBN 019850229X.
- Eric J. Toone (2006). Advances in Enzymology and Related Areas of Molecular Biology, Protein Evolution (Volume 75 изд.). Wiley-Interscience. ISBN 0471205036.
- Branden C; Tooze J. Introduction to Protein Structure. New York, NY: Garland Publishing. ISBN 0-8153-2305-0.
- Irwin H. Segel. Enzyme Kinetics: Behavior and Analysis of Rapid Equilibrium and Steady-State Enzyme Systems (Book 44 изд.). Wiley Classics Library. ISBN 0471303097.

## Spoljašnje veze
- Phosphoserine+transaminase на 